# Tachidiopsis sarsi
Tachidiopsis sarsi är en kräftdjursart som beskrevs av Philippe Bodin 1968. Tachidiopsis sarsi ingår i släktet Tachidiopsis och familjen Tisbidae. Inga underarter finns listade i Catalogue of Life.